# Radoľa
Radoľa je naseljeno mjesto u okrugu Kysucké Nové Mesto u Žilinskom kraju u Slovačkoj.

## Stanovništvo
| Godina:     | 1993. | 2003.   | 2013.   | 2023.   |
| ----------- | ----- | ------- | ------- | ------- |
| Broj ljudi: | 1363  | 1368    | 1459    | 1543    |
| Razlika:    |       | +0,36 % | +6,65 % | +5,75 % |

| Godina:     | 2022. | 2023.   |
| ----------- | ----- | ------- |
| Broj ljudi: | 1545  | 1543    |
| Razlika:    |       | -0,12 % |

Prema podatcima o broju stanovnika iz 2023. godine naselje je imalo 1543 stanovnika.

## Vanjske poveznice
|  | Zajednički poslužitelj ima još gradiva o temi Radoľa |

- Službena stranica naselja (sl.)